# Werner Jaegerhuber
Werner Anton Jaegerhuber (1900-1953) est un musicien, compositeur, ethnographe et professeur de musique haïtien.

## Biographie
Werner Jaegerhuber était le fils d'Anton Jaegerhuber, un allemand naturalisé citoyen américain et Anna Maria Tippenhauer, originaire d'une famille haïtienne mulâtre afro-européenne.
En 1915, lors de l'occupation américaine d'Haïti et en plein conflit de la Première Guerre mondiale, la famille du jeune Werner partit pour l'Europe. Werner Jaegerhuber étudia en Allemagne de 1915 à 1937. Il reçut une éducation musicale et composa des œuvres de musique classique ainsi que des opéras.
En 1937, alors que le régime nazi impose ses méthodes de gouvernement, Werner Jaegerhuber part s'installer à Haïti. Il débarque à Port-au-Prince et enseigne la musique et le répertoire allemand à ses élèves, notamment le futur compositeur Édouard Woolley. Werner Jaegerhuber s'intéressa à la musique paysanne et apporta une contribution majeure dans le monde de la musique en combinant la musique traditionnelle issue du folklore haïtien avec de la musique classique européenne. Il s'intéressa particulièrement à la musique folklorique d'Haïti pour laquelle il sillonnera, tel un ethnographe, le pays natal de sa mère pour recueillir la mémoire musicale des traditions orales et chantées qui se compose principalement de mélodies vaudou qui sont jouées durant les cérémonies vaudoues. Son œuvre "Messe sur les Airs Vodouesques" témoigne du rapprochement et du syncrétisme qu'il effectua dans le mélange des airs traditionnels vaudou et des musiques sacrées et cantiques religieux chrétiens.
Parmi ses œuvres :
- Messe sur les Airs Vodouesques,
- Offrandes vodouesques,
- Musique pour Aieules,
- Naissa,
- Trois scènes historiques